# Муса Баба тюрбе
Муса Баба тюрбе (на гръцки: Τουρμπές Μουσά Μπαμπά; на турски: Musa Baba Türbe) е османска гробница, намираща се в град Солун.
Тюрбето е в Горния град, на площад „Терпситея“. Датира от XVI век и в него е погребан смятаният за светец на Дервишкия орден Муса Баба. Днешният площад „Терпситея“ е бил вътрешен двор на дервишко теке, вероятно основано в 1527 година при султан Баязид II и разрушено, когато дервишите изпадат в немилост при султан Махмуд II (1808 – 1839). Осмоъгълното тюрбе е построено в центъра на текето.

## ‎Галерия
- Тюрбето през 1914 година
- Тюрбето на пощенска картичка от началото на XX век
- Тюрбето в 2022 година
- Тюрбето в 2022 година
- Тюрбето в 2022 година